# Icon
Icon – eksperymentalny, interpretowany język programowania wysokiego poziomu. Cechuje się dużą przenośnością pomiędzy systemami Unix, Linux, DOS i Windows. Składnia Icona jest zbliżona do składni C i Pascala.
Icon oferuje przede wszystkim bardzo łatwe zarządzanie łańcuchami znaków i listami, ewaluację wyrażeń sterowaną celem oraz generatory (procedury zwracające ciąg wartości).
Obiektową odmianą Icona jest Unicon.